# Abdullah Ensour
Abdullah Ensour (phát âmⓘ AHB-duh-lah ehn-SOOR, tiếng Ả Rập: عبد الله النسور ʿAbd Allāh an-Nasūr; sinh ngày 20 tháng 1 năm 1939) là nhà kinh tế học, chính trị gia Jordan, giữ chức Thủ tướng Jordan từ tháng 10 năm 2012.